# 均庄遗址
均庄遗址，位于山西省临汾市隰县下李乡均庄村城川河两岸台地，是一处山西省文物保护单位。
2021年8月4日，均庄遗址公布为山西省文物保护单位，编号6-21，古遗址类，年代为新石器时代、夏、东周。